# Patrón de espera

Un patrón de espera estándar. Se muestran la entrada (verde), el punto de espera (rojo) y el patrón de espera (azul)

El Patrón de espera, o más apropiadamente llamado Vuelo en circuito de espera o simplemente Circuito de Espera (en inglés: "holding" o "holding pattern"), consiste en una maniobra predeterminada que tiene el propósito de mantener a la aeronave en una ruta  auxiliar mientras espera instrucciones para su aproximación a la pista.

## Implementación
Un patrón de espera para aeronaves con reglas de vuelo por instrumentos (IFR) suele ser un patrón de pista de recorrido basado en una posición de espera. Esta solución puede ser una radiobaliza, como una baliza no direccional (NDB) o un alcance omnidireccional VHF (VOR). La solución es el comienzo de la primera curva del patrón de la pista de recorrido. La aeronave volará hacia el punto de referencia y, una vez allí, entrará en un patrón de pista de recorrido predefinido. Un patrón de espera estándar utiliza giros a la derecha y tarda aproximadamente 4 minutos en completarse (un minuto por cada giro de 180 grados y dos secciones rectas de un minuto). Pueden producirse desviaciones de este patrón si se esperan grandes retrasos; Se pueden utilizar tramos más largos (normalmente dos o tres minutos), o se pueden asignar patrones a aeronaves con equipo de medición de distancias (DME) con tramos definidos en millas náuticas en lugar de minutos.

## Utilización
El uso principal de un patrón de espera es retrasar las aeronaves que han llegado a su destino pero que aún no pueden aterrizar debido a la congestión del tráfico, el mal tiempo o la falta de disponibilidad de la pista (por ejemplo, durante la remoción de nieve o emergencias). Varias aeronaves pueden volar el mismo patrón de espera al mismo tiempo, separadas verticalmente por 300 m (1000 pies) o más. Esto generalmente se describe como pila o fila de espera. Como regla general, los recién llegados se agregarán en la parte superior. El avión en la parte inferior de la fila será retirado y se le permitirá realizar una aproximación primero, después de lo cual todos los aviones en la fila bajarán un nivel, y así sucesivamente. El control de tráfico aéreo (ATC) controlará todo el proceso, en algunos casos utilizando un controlador dedicado (llamado controlador de fila) para cada patrón individual.
Un aeropuerto puede tener varios patrones de espera; dependiendo de dónde lleguen las aeronaves o qué pista esté en uso, o debido a limitaciones verticales del espacio aéreo.
Dado que una aeronave con una emergencia tiene prioridad sobre el resto del tráfico aéreo, siempre se le permitirá evitar el patrón de espera e ir directamente al aeropuerto (si es posible). Esto provocara más retrasos para otros aviones que ya están en la fila.

## Procedimientos de entrada para un patrón de espera

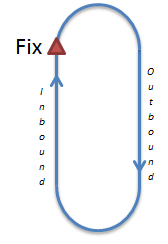
Tramo de ida y vuelta de un patrón de espera

La entrada a un patrón de espera es a menudo la parte más difícil de comprender para un piloto novato, y determinar y ejecutar la entrada adecuada mientras se controla la aeronave, navega y se comunica con el ATC requiere práctica. Hay tres tipos estándar de entradas a un patrón de espera: directa, paralela y desplazada (lágrima). El procedimiento de entrada adecuado está determinado por la diferencia de ángulo entre la dirección en la que vuela la aeronave para llegar a la baliza y la dirección del tramo de entrada del patrón de espera.
- Una entrada directa se realiza tal como su nombre indica: la aeronave vuela directamente al punto de espera e inmediatamente comienza el primer giro de salida.

- En una entrada paralela, la aeronave vuela hasta el punto de espera, sigue el rumbo de entrada durante un minuto de salida y luego regresa, reinterceptando la trayectoria de entrada y continúa en la espera desde allí.

- En una entrada desplazada o en forma de lágrima, la aeronave vuela hasta el punto de espera, gira hacia el área protegida, vuela durante un minuto y luego regresa hacia el punto de espera, procediendo al punto de referencia y continuando desde allí.

Entradas estándar (a derechas)
Patrón de espera en forma directa
Patrón de espera en paralelo
Patrón de espera en forma lágrima

La entrada paralela y en forma de lágrima se refleja en el caso de un patrón de sujeción hacia la izquierda.

## Límites de velocidad
Las velocidades máximas de espera se establecen para mantener las aeronaves dentro del área de espera protegida durante sus tramos de entrada y salida de un minuto (un minuto y medio por encima de 4.300 m (14.000 pies) MSL). Para aeronaves civiles (no militares) en los Estados Unidos  y Canadá, estas velocidades son:
- Hasta 1.800 m (6.000 pies) MSL: 200 KIAS
- De 1.829 a 4.267 m (6.001 a 14.000 pies) MSL: 230 KIAS
- De 4.268 m (14.001 pies) MSL y superior: 265 KIAS

Velocidades máximas de espera de la OACI:
- Hasta 4.300 m (14.000 pies): 430 km/h (230 nudos)
- 4.300 a 6.100 m (14.000 a 20.000 pies): 440 km/h (240 nudos)
- 6.100 a 10.400 m (20.000 a 34.000 pies): 491 km/h (265 nudos)
- Por encima de 10.000 m (34.000 pies): M 0,83

Con sus características de rendimiento más altas, los aviones militares tienen límites de velocidad de espera más altos.